# Territoris de la Unió
Els territoris de la Unió són una divisió administrativa subnacional de l'Índia. A diferència dels estats de l'Índia, que tenen els seus propis governs electes, els territoris de la Unió es regeixen directament pel govern federal de l'Índia; el president de l'Índia nomena un administrador o un tinent governador per a cada un dels territoris de la Unió
A partir de l'any 2009 hi ha set territoris de la Unió..
 Nova Delhi, la capital de l'Índia, també és un territori de la Unió. Nova Delhi i Puducherry se'ls ha donat la condició d'estat parcial. Nova Delhi es redefineix com Territori de la Capital Nacional de Delhi. Nova Delhi i Puducherry tenen els seus propis elegits a les assemblees legislatives i el poder executiu als consells de ministres, però els seus poders són limitats, determinades disposicions han de ser reservades per a la "consideració i aprovació" del president de l'Índia.
Els territoris de la Unió són:
- Illes Andaman i Nicobar
- Chandigarh
- Dadra i Nagar Haveli
- Territori de la Capital Nacional de Delhi
- Daman i Diu
- Jammu i Caixmir
- Lakshadweep
- Pondicherry